# Kurt Olvars Rebeller
Kurt Olvars Rebeller, K.O.R., är ett svenskt punkband från Kalmar. Bandet bildades 1987 ur spillrorna från två band: Ulla Urin & VFP under namnet "Aktiv Död!" och första spelningen gjordes i februari 1988. Bandet lades ner och bröderna Martin och Johan Andersson och Toni fortsatte under namnet Kurt Olvars Rebeller. Toni slutade och ersattes av Kent "Sid" Gunnarsson. Denna sättning höll sig över första singeln "Rikas Värld", 1991. 1993 kom Jocke Wichman med i bandet och debut-CD:n "Religion o Politik" spelades in. I denna sättning spelades också "Punken Är Död - Leve Tvåans Buss", "Överheten", "Nog" och LP:n "På Heder o Samvete" in innan Glenny kom med 1996.
1997 släpptes "77-97" och därefter både "Ta Aldrig...Skit" och "Levande Levande Levande" 1998. 2001 kom Herr Nilsson med i bandet på gitarr efter att Johan slutat i bandet.
2006 slutar Jocke och Herr Nilsson tar plats bakom trummorna och Fredde gura börjar. I Studio Boost spelar bandet in skivan "Häng Dom Högt" som släpps 2007.

## Medlemmar
- Martin Andersson - gitarr, sång
- Johan Andersson - gitarr, sång
- Glenny - gitarr, sång
- Toni - trummor
- Kent "Sid" Gunnarsson - trummor
- Herr Nilsson - gitarr, trummor
- Fredde Gura - gitarr

## Diskografi
- 1991 Rikas värld, EP
- 1994 Religion och politik,  EP
- 1994 Punken är död - leve tvåans buss, MCD, Ingvar records
- 1995 Överheten, CD, Ingvar records
- 1996 Nog...,  CD, Rosa Honung records
- 1996 På heder och samvete, LP, Rosa Honung records
- 1997 77-97, EP,  Rosa Honung records
- 1998 Levande levande levande, CD,  Rosa Honung records
- 1998 Ta aldrig... skit, CD,  Rosa Honung records
- 2007 Häng dom högt, CD